# Caschara punctifera
Caschara punctifera är en fjärilsart som beskrevs av Walker 1862. Caschara punctifera ingår i släktet Caschara och familjen tandspinnare. Inga underarter finns listade i Catalogue of Life.